# Васко Младенов
Васил Василев Младенов (по-известен като Васко Младенов) е български професионален състезател по тенис и падел.

## Биография
Младенов е роден на 30 юли 1989 г. в София, България. Баща му Васил е българин, а майка му Елена е рускиня. Започва да играе тенис на 5-годишна възраст с неговия дядо Лев Шулга, който е добре познат треньор в СССР. Владее 3 езика – български, руски и английски. Играе с дясна ръка и бекхенд с две ръце. Живее в София и негови треньори са Мирослав Гергов и американският тенисист Левар Харпър-Грифит, който е достигал до №224 на сингъл и №184 на двойки.

## Юношеска кариера
Най-доброто класиране на Младенов при юношите е 190 място, постигнато през януари 2006 г.
Има три титли на сингъл при юношите. Първата идва през май 2005 г. в Пловдив, като на финала побеждава Пламен Аврамов с 6:0 6:1. Втората идва през септември 2005 г. в Тимишоара, Румъния, като на финала побеждава украинеца Максим Бакунин с 6 – 4 4 – 6 7 – 6. През юни 2006 г. печели и третата си титла на юношеския турнир от 3 категория в Киев, Украйна, като на финала побеждава Уладзимир Игнатик с 3 – 6 6 – 3 6 – 1, а през 2007 г. на Европейското отборно първенство до 18 г. в Ла Рошел, Франция става вицешампион заедно с Валентин Димов и Александър Лазов.

## Професионална кариера
При мъжете постига по-големи успехи на двойки, като през 2007 г. печели два, а през 2008 г. три турнира от сериите фючърс. На сингъл най-добрите му постижения са достигане до два полуфинала през 2007 и 2008 г. в България.
От 2009 година е студент в университета в Тексас и играе в американското колежанско първенство. През 2010 г. е избран за дебютант на годината за региона. През 2011 г. се премества в St. John's University в Ню Йорк, където завършва образованието си по специалност „Социология“.
През 2013 г. е спаринг партньор първоначално на Иван Додиг, а впоследствие и на Новак Джокович.

От 2014 г. отново започва да се състезава в професионалния тенис.
Общо през кариерата си Младенов печели 17 титли на двойки, като 9 от тях са с Анис Горбел, и губи 12 финала. На сингъл има 2 загубени финала. На 18 юли 2015 г. в Анкара отстъпва на Иван Неделко с 5:7 3:6. На 17 октомври същата година достига втория си финал, този път в Украйна, и отново по пътя към първата му титла на сингъл го спира Иван Неделко с резултат 7:5 6:4. 
През март 2016 година прави дебют в националния отбор на България за „Купа Дейвис“. Играе на двойки заедно с Александър Лазов срещу Турция, като двамата записват победа с резултат 7:6, 6:7, 6:7, 7:6, 6:4 след 5 часа и 24 минути битка. Турция обаче побеждава България с 3 – 2 победи. През юли 2016 г. България се изправя срещу Тунис в бараж за оставане във втора група на зона Европа/Африка. Като Младенов този път играе и на сингъл и на двойки. На сингъл побеждава Моез Ечаргуи с 6 – 7 7 – 5 7 – 6, но на двойки в тандем с Александър Лазаров губят от Тунизийската звезда Малек Джазири и Скандер Мансури с 4 – 6 4 – 6 3 – 6 в крайна сметка България губи двубоя с 3 – 2 победи и изпада в трета група на зона Европа/Африка.
На 14 февруари 2016 г. става държавен шампион на България на закрито побеждавайки Александър Лазаров със 7:5 2:6 6:4, а на 3 септември година по-късно отново става държавен шампион но този път на открито побеждавайки пак Александър Лазаров с 6:4 6:7 6:4 7:6

## Класиране в ранглистата в края на годината
| Година | 2005 | 2006 | 2007 | 2008 | 2009 | 2010 | 2011 | 2012 | 2013 | 2014 | 2015 | 2016 | 2017 | 2018 | 2019 |
| Сингъл | 1523 | 1540 | 958  | 950  | 1150 | -    | -    | -    | -    | 1475 | 721  | 822  | 1057 | 965  | 1212 |
| Двойки | -    | 1467 | 764  | 727  | 442  | -    | -    | -    | -    | 729  | 520  | 479  | 760  | 484  | 863  |

## Купа Дейвис
Васко Младенов дебютира за Отбор на България за Купа Дейвис през 2016 срещу Турция в Анкара. Заедно с Александър Лазов надделяват над Туна Алтуна и Джем Илкел след 5 часа и 24 минути битка със 7 – 6 6 – 7 6 – 7 7 – 6 6 – 4. Турция обаче побеждава България с 3 – 2 победи. През Юли 2016 г. България се изправя срещу Тунис в бараж за оставане във втора група на зона Европа/Африка. Като Младенов този път играе и на сингъл и на двойки. На сингъл побеждава Моез Ечаргуи с 6 – 7 7 – 5 7 – 6, но на двойки в тандем с Александър Лазаров губят от Тунизийската звезда Малек Джазири и Скандер Мансури с 4 – 6 4 – 6 3 – 6 в крайна сметка България губи двубоя с 3 – 2 победи и изпада в трета група на зона Европа/Африка. След като през 2017 преминава през множество травми и дори се стига до операция, през 2018 се завръща в отбора на България за Купа Дейвис като играе 4 мача на двойки и печели 3 от тях.

## Падел кариера
След като завършва професионалната си тенис кариера през 2020 г., Младенов преминава към падела. Заедно с партньора си Кирил Димитров (България) той печели общо 5 международни турнирни титли между 2021 и 2023 г.
През 2022 г. Младенов и Димитров участват в квалификациите за Световната купа по падел, където успяват да постигнат първата победа на падел (срещу Норвегия) в историята на българския падел.
Младенов и Димитров взимат участие и на Европейските игри в Краков през 2023 г., където губят от шампионите от Испания

## Музикална кариера
През 2009 г. Младенов започва музикална кариера като рап/хип-хоп изпълнител с псевдонима Vasko. По-голямата част от песните му са на руски, но има и 5 песни на български. Има издадени 4 албума: „Сердце Солдата“ (2010), „Дороги“ (2012), VNY3 (2014) и „Отражения“ (2022).

## Финали

### Титли на двойки (17)
| Година | Турнир          | Категория            | Партньор             | Съперници                               | Резултат              |
| 2007   | Плевен F3       | ITF FU $ 10 000      | Пирмин Хенле         | Роман Келечич Никола Мартинович         | 2 – 6 6 – 4 6 – 4     |
| -      | Бургас F6       | ITF FU $ 10 000      | Сярхей Бетау         | Роман Келечич Никола Мартинович         | 3 – 0 отк.            |
| 2008   | Стара Загора F8 | ITF FU $ 10 000      | Борис-Никола Бакалов | Иван Биелица Милян Зекич                | 6 – 3 6 – 4           |
| -      | Сао Пауло F33   | ITF FU $ 10 000      | Никита Кривонос      | Диого Крус Родриго-Антонио Грили        | 4 – 6 6 – 1 [10 – 5]  |
| -      | Сао Пауло F35   | ITF FU $ 10 000      | Ларс Пьоршке         | Диего Матуш Еладио Рибейро Нето         | 6 – 1 6 – 2           |
| 2014   | Ровно F4        | ITF FU $ 10 000      | Никита Кривонос      | Юрий Джавакян Владимир Ужиловски        | 6 – 4 6 – 4           |
| 2015   | Ел кантауи F13  | ITF FUTURES $ 10 000 | Анис Горбел          | Реми Чала Даниил Медведев               | 4 – 6 6 – 1 [11 – 9]  |
| 2015   | Ел кантауи F21  | ITF FUTURES $ 10 000 | Анис Горбел          | Азиз Дугаз Джордан Дик                  | 6 – 2 6 – 7 [10 – 6]  |
| 2015   | Ел кантауи F22  | ITF FUTURES $ 10 000 | Анис Горбел          | Роман Бауви Уго Настаси                 | 2 – 6 7 – 5 [12 – 10] |
| 2015   | Ел кантауи F34  | ITF FUTURES $ 10 000 | Анис Горбел          | Давид Перес Санс Давид Вега Ернандес    | 6 – 7 6 – 4 [10 – 8]  |
| 2016   | Черакси F3      | ITF FUTURES $ 10 000 | Володимир Ужиловски  | Денис Милокостов Данило Веремейчук      | 6 – 4 6 – 1           |
| 2016   | Стара Загора F3 | ITF FUTURES $ 10 000 | Ян Сабанин           | Карлос Калдерон-Родригес Педро Мартинез | 6 – 2 7 – 6           |
| 2018   | Джерба F19      | ITF FUTURES $ 15 000 | Анис Горбел          | Хади Набиб Хосе Видал Азорин            | 4 – 6 7 – 6 [12 – 10] |
| 2018   | Джерба F20      | ITF FUTURES $ 15 000 | Анис Горбел          | Алексис Клегоу Франческо Вилардо        | 6 – 3 4 – 6 [10 – 7]  |
| 2018   | Джерба F21      | ITF FUTURES $ 15 000 | Анис Горбел          | Джон-Пол Фруттеро Албано Оливети        | 6 – 3 6 – 2           |
| 2018   | Монастир F32    | ITF FUTURES $ 15 000 | Анис Горбел          | Александър Мерино Кристоф Негриту       | 6 – 3 6 – 3           |
| 2019   | Табарка M15     | ITF FUTURES $ 15 000 | Анис Горбел          | Серхио Мартос Горнес Ориол Роко Батая   | 6 – 4 6 – 1           |